# 대한민국 철도청 4000호대 디젤 기관차
4000호대 디젤 기관차는 대한민국 철도청에서 운용하던 중형 디젤 기관차로, 1963년 미국 GM-EMD사에서 총 15량을 도입하였다. 모델명은 G12로, 5량이 4300호대로 개조되었다. 운행할 당시에는 화물열차나 통일호나 비둘기호 등을 견인하였으며, 현재는 모두 퇴역하였으나 보존된 2량을 제외하고 모두 폐차되었다.

## 현황
총 15대가 도입되었는데, 이 중 4011호부터 4015호까지의 5량은 4300호대 디젤 기관차로 개번되었다. 현재 모든 차량이 운행을 중단하였고, 2량이 보존 중이다.
| 차호   | 시리얼 | 도입 시기   | 운행 중단 시기 | 비고 |
| ------ | ------ | ----------- | -------------- | --- |
| 4001호 | 28358  | 1963년 10월 | 1995년         | 강원도 철원군 월정리역에 보존 중이다.                                                                                      |
| 4002호 | 28359  | 1963년 10월 | 1995년         | |
| 4003호 | 28360  | 1963년 10월 | 1993년         | |
| 4004호 | 28361  | 1963년 10월 | 1993년         | |
| 4005호 | 28362  | 1963년 10월 | 1993년         | |
| 4006호 | 28363  | 1963년 10월 | 1995년         | 경부고속철도 건설을 위해 한국고속철도건설공단에서 인수하였다가 2008년 고철 매각되었다.                                     |
| 4007호 | 28364  | 1963년 10월 | 1995년         | 충청남도 천안시 독립기념관에 하얀 바탕에 태극무늬가 그려진 도색으로 보존 중이며, 일자형 무궁화호 객차가 2량 연결되어 있다. |
| 4008호 | 28365  | 1963년 10월 | 1995년         | |
| 4009호 | 28366  | 1963년 10월 | 1995년         | |
| 4010호 | 28367  | 1963년 10월 | 1995년         | |

## 같이 보기
- 대한민국 철도청 4300호대 디젤 기관차
- 한국철도공사 4400호대 디젤 기관차